# Conor McGregor
Conor Anthony McGregor (Dublin, 1988. július 14. –) ír származású kevert harcművész (MMA harcos), az Ultimate Fighting Championsip (UFC) pehelysúlyú és könnyűsúlyú harcosa. Pehelysúlyú(65 kg) címét 2015. december 12-én szerezte meg Jose Aldo ellen, rekord idejű 13 másodperces első menetes KO-val. Könnyűsúlyú(70 kg) bajnoki címét Eddie Alvarez ellen szerezte meg 2016. november 13-án, második menetes TKO-val. Korábban az angol Cage Warriors szervezet pehely- és könnyűsúlyú bajnoka volt. A UFC hivatalos súlycsoport meghatározás nélküli listájának (pound-for-pound) tizenötödik helyezettje.

## Kevert harcművészeti (MMA) karrier

### Korai karrier
McGregor első profi MMA mérkőzését 19 évesen, 2008. március 8-án a Cage of Truth 2 keretein belül vívta, ellenfele Gary Morris volt, akit a második menetben TKO-val legyőzött. 2011-es kezdettel 14 meccses veretlenségi sorozatot kezdett, mely 2015. december 12-ig biztosan tartott, győzelmeiből egy pontozásos, egy fojtás és tizenkét KO/TKO (ebből 9 az első menetben). Ez alatt az időszak alatt McGregor az egyik leggyorsabb kiütést produkálta az MMA történetében, mindössze 4 másodperc alatt fejezte be a meccset az Immortal Fighting Championship ír, Letterkenny-i, rendezvényén. 2012-ben McGregor elnyerte a Cage Warriors Fighting Championship pehely- és könnyűsúlyú övét, így ő lett az első profi ír MMA harcos aki két súlycsoportban is bajnok lett. Veretlenségi sorozata miatt, felfigyelt rá az európai MMA világa és később a legnagyobb MMA szervezete az Ultimate Fighting Championship (UFC) is. 

### Ultimate Fighting Championship (UFC)
2013 februárjában a UFC bejelentette, hogy többmérkőzéses szerződést írt alá Conor McGregor-ral. Ezzel McGregor lett az UFC második ír származású MMA harcosa, a szintén Straight Blast Gym-ben edző Tom Egan után. 2013. április 6-án, mutatkozott be a UFC on Fuel TV 9: Mousasi vs Latifi rendezvény egyik felvezető mérkőzésén. Ellenfele Marcus Brimage volt. Első meccse sikerrel zárult, ellenfelét az első menet kezdete után alig egy perccel TKO-zta. Ezzel elnyerve a rendezvény egyik különdíját a "Knockout of the Night"-ot
2013. augusztus 17-én, a UFC Fight Night 26 rendezvényén McGregor-nak Andy Ogle ellen kellett volna mérkőzés vívnia. Ogle sérülés miatt lemondta a meccset, így Max Holloway-el helyettesítették A mérkőzést egyhangú pontozással McGregor nyerte. Holloway elleni mérkőzése után egy MRI felvételen kiderült, hogy McGregor-nak keresztszalag-szakadása volt a meccs alatt. Műtéti beavatkozásra volt szükség mely után tíz hónapot volt kénytelen kihagyni.
2014 márciusában vívott mérkőzése Holloway ellen állt a Motive television által készített dokumentumfilm központjában.
Következő mérkőzése 2014. július 19-én az UFC Fight Night 46-on Cole Miller ellen lett volna. Azonban, Miller hüvelykujj sérülésre hivatkozva lemondta a meccset, helyette Diego Brandão lett az ellenfele. McGregor ezt a mérkőzését első menetes TKO-val nyerte. Ezzel a győzelemmel megnyerte első "Performance of the Night" pénzbónusszal járó díját
McGregor következő ellenfele Dustin Poirier lett, 2014. szeptember 27-én az UFC 178 rendezvényen. A vitatkozással és ellenségeskedéssel teli felvezetés után, McGregor első menetes TKO-val nyerte a mérkőzést, így az első ember lett aki KO/TKO-val győzte le Poirier-t. Ezzel sorozatban megszerezve második "Performance of the Night" bónusz díját.
2015. január 18-án a UFC Fight Night 59 rendezvényen McGregor ellenfele Dennis Siver. McGregor végig dominálta a meccset és az egyoldalú mérkőzés második menetében TKO-val nyert. Így elnyerve sorozatban a harmadik "Performance of the Night" bónusz díjat. A mérkőzést követően McGregor kiugrott a ketrecből és hergelni kezdte az UFC akkor aktuális pehelysúlyú bajnokát José Aldo-t.

#### UFC ideiglenes pehelysúlyú bajnok
2015. július 11-én McGregor címmérkőzést vívott volna az akkor aktuális bajnokkal José Aldo-val a UFC 189-en. Azonban 2 héttel a mérkőzés előtt, Aldo edzésen elszenvedett borda sérülés miatt lemondta a mérkőzést. Mivel Aldo sérülését a hivatalos UFC orvosok nem erősítették meg, McGregor indulhatott az ideiglenes pehelysúlyú bajnoki címért az utána következő első számú kihívó Chad Mendes ellen.
McGregor tizenhatezer néző előtt sétálhatott ki a Oktagonhoz, miközben Sinéad O'Connor élőben adta elő Foggy Dew című számát, amely Conor McGregor bevonuló zenéjének részét képezi. Az első menetben a volt NCAA All-Americannek választott birkózó Chad Mendez sokszor földre vitte McGregor-t, de a második menet vége előtt három másodperccel Connor megnyerte a mérkőzést TKO-val, így elnyerve az UFC ideiglenes pehelysúlyú bajnoki címét.
Ezzel a győzelemmel McGregor sorozatban negyedjére kapta meg a "Performance of the Night" bónusz díjat. Mindeközben a UFC 189 az Egyesült Államokban, MMA kategórián belül rekordot döntött 7,2 millió nézővel. A hivatalos súlymérés szintén rekordokkal szolgált, a kezdés előtt már fél órával teltház volt a 11.500 néző befogadására képes helyszínen, megelőzve ezzel a korábban 8000 nézővel csúcstartó UFC 148: Silva vs. Sonnen II. A UFC 189 után kiderült, hogy a mérkőzésre való felkészülés közben McGregor elszakította keresztszalagjának 80%-át.

#### UFC (teljes értékű) pehelysúlyú bajnoki övének megszerzése
2015. december 12-én megrendezésre került a José Aldo vs McGregor mérkőzés a UFC 194 keretein belül Las Vegasban. Aldo a szervezet 5 éve, összességében pedig 10 éve veretlen pehelysúlyú bajnoka volt. Conor McGregor az első menetben rekordidő alatt 13 másodperc alatt a legelső igazi találata után KO-val megnyerte a mérkőzést.

#### UFC könnyűsúly
Conor történelmet akart írni. Ő lehetett az első akinek egyidejűleg lehet két súlycsoportban is bajnoki öve a UFC-nél. Olyanra már volt példa, hogy egy harcos két súlycsoportban is nyert övet de, hogy egyidejűleg két övet is birtokoljon arra nem. Legközelebb a UFC 196 keretein belül a könnyűsúlyú bajnok ellen (Rafael dos Anjos) harcolt volna egyből az övért. A mérkőzés 2016. március 5-én lett volna, de a brazil bajnok lemondta lábtörése miatt. A UFC beugróst keresett és talált is Nate 209 Diaz személyében aki kéthetes értesítéssel érkezett a meccsre (ezért egy súlycsoporttal feljebb rendezték az összecsapást) és kopogtatta Conort. Ez az esemény fordulópont volt a szervezet és a sportág történetében, hiszen a harcos egymillió dolláros meccspénzt kapott (szponzori pénzeket és pay-per-view részesedések nélkül). A revans a szervezet 200. gálájának főmérkőzése lett volna de McGregor nem akarta a sajtóesemények miatt megszakítani izlandi edzőtáborát, így ugrott a mérkőzés, a jubileumi gála pedig botrányos lett. A visszavágó végül a UFC 202-n került megrendezésre, ahol az ír pontozással legyőzte az amerikait (Diazt). A történelem írása került újra előtérbe. 2016 szeptemberében zöld utat kapott a profi MMA New York államban ahol addig nem rendezhettek eseményt ebben a szabályrendszerben. Adott volt tehát, hogy nagy meccs kell, nagy esemény. Nemsokára bejelentették, hogy a UFC 205 főmérkőzésén Conor McGregor méri össze tudását az akkori könnyűsúlyú bajnokkal, Eddie Alvarezzel aki korábban megverte Dos Anjost. A helyszín pedig a legendás Madison Square Garden lett. A gála a szervezet legnagyobb sikerei között van, csakúgy mint a 202. Conor a második menetben győzte le a bajnokot ezzel megszerezve a könnyűsúlyú bajnoki címet így két súlycsoportban lett bajnok de nem sokáig. Mivel addigra már több mint egy év eltelt a pehelysúlyú cím elnyerése óta, és a második öv megszerzése után bejelentette hogy egy ideig családjára koncentrál elvették tőle az előzőt. Ettől függetlenül történelmet írt és ő lett az első, aki két súlycsoportban lett egyszerre bajnok.

## Szexuális zaklatási ügy
2024. november 22-én egy dublini bíróság egy polgári peres ügyben úgy találta, hogy McGregor 2018 decemberében megverte és megerőszakolta Nikki Handet egy hotelszobában. 248 603 eurós kártérítés kifizetésére kötelezték McGregort.

## Eredményei

### Kevert harcművészet (MMA)
- Ultimate Fighting Championship (UFC)
  - Ultimate Fighting Championship (Vereséget szenvedett) 2018-10-07
    - UFC pehelysúlyú bajnoka (egyszeres, jelenlegi bajnok) – 2015.12.12.
    - UFC lightweight champion (egyszeres, jelenlegi bajnok) – 2016.11.12.
    - Knockout of the Night (egyszeres) vs. Marcus Brimage[38]
    - Performance of the Night (négyszeres) vs. Diego Brandão, Dustin Poirier, Dennis Siver and Chad Mendes[39][40][41]
- Cage Warriors Fighting Championship
  - CWFC pehelysúlyú bajnoka (egyszeres)
  - CWFC könnyűsúlyú bajnoka (egyszeres[42])
- World MMA Award díja 
  - 2015 The Charles ‘Mask’ Lewis Fighter of the Year (Az év harcosa 2015)
  - 2015 International Fighter of the Year (Az év nemzetközi harcosa 2015)
  - 2014 International Fighter of the Year (Az év nemzetközi harcosa 2014)
- Sherdog
  - 2014 Breakthrough Fighter of the Year (2014. feltörekvő harcosa)[43]
- Combat Press
  - 2014 Breakout Fighter of the Year (2014. feltörekvő harcosa)[44]
- MMA Insider
  - 2013 Best UFC Newcomer (2013 Legjobb UFC újonc)[45]

## Filmográfia

### Film
| Év   | Cím                       | Szerep | Rendező          | Megjegyzés                 |
| ---- | ------------------------- | ------ | ---------------- | -------------------------- |
| 2017 | Conor McGregor: Notorious | Önmaga | Gavin Fitzgerald | dokumentumfilm             |
| 2024 | Országúti diszkó          | Knox   | Doug Liman       | magyar hang: Király Attila |

### Televízió
| Év   | Cím              | Szerep | Megjegyzés     |
| ---- | ---------------- | ------ | -------------- |
| 2023 | McGregor Forever | Önmaga | dokumentumfilm |

## Fordítás
- Ez a szócikk részben vagy egészben  a   Conor McGregor című angol Wikipédia-szócikk ezen változatának fordításán alapul.  Az eredeti cikk szerkesztőit annak laptörténete sorolja fel. Ez a jelzés csupán a megfogalmazás eredetét és a szerzői jogokat jelzi, nem szolgál a cikkben szereplő információk forrásmegjelöléseként.